# The Monster Show
The Monster Show is een hybride-album van Get Heavy en The Monsterican Dream voor marketing in het Verenigd Koninkrijk. Het album bestaat uit 2 discs, op één daarvan bevinden zich 3 videoclips van Lordi.

## Tracklist
Cd
- 1. Theatrical Trailer
- 2. Bring it On (The Raging Hounds Return)
- 3. Blood Red Sandman
- 4. My Heaven is Your Hell
- 5. Would You Love a Monsterman?
- 6. Devil is a Loser
- 7. Icon of Dominance
- 8. The Children of the Night
- 9. Shotgun Divorce
- 10. Forsaken Fashion Dolls
- 11. Wake the Snake
- 12. Rock the Hell Outta You

Dvd
- 1. Would you Love a Monsterman?
- 2. Devil is a Loser
- 3. Blood Red Sandman